# 10 Second Ninja X
10 Second Ninja X — це гра платформер 2016 року, розроблена Four Circle Interactive і видана Curve Digital. 19 липня 2016 року гру було випущено на PlayStation 4, PlayStation Vita, Microsoft Windows та Xbox One і 30 липня 2021 року на Nintendo Switch.

## Ігровий процес
10 Second Ninja X — це платформер-головоломка з боковою прокруткою. Гра розповідає про ніндзя, який повинен знищувати роботів у високому темпі протягом встановленого проміжку часу в 10 секунд. Для кожного рівня встановлено таймер у 10 секунд, протягом яких гравець повинен пройти рівень. Гравець має кілька видів атак, у тому числі снаряди, кількість яких обмежена. Кожен рівень закінчується, коли гравець знищить усі цілі на екрані. У грі є різні зіркові рейтинги для завершених рівнів, при цьому більше зірок надається за швидке завершення місій.

## Рецепція
| Агрегатор  | Оцінка                   |
| ---------- | ------------------------ |
| Metacritic | PS4: 76/100 XONE: 82/100 |

| Публікація                                    | Оцінка |
| --------------------------------------------- | ------ |
| Офіційний журнал PlayStation – Великобританія | 8/10   |

10 Second Ninja X отримала «загалом схвальні» відгуки згідно з Metacritic.